# 磹石村
磹石村是中华人民共和国福建省福州市罗源县西兰乡下辖的一个行政村，境内有两处罗源县文物保护单位，是中国共产党革命老区村，村内建有福建省最大的“红军食堂”。

## 概况
磹石村地处西兰乡与中房镇、洪洋乡三乡交界点，总面积351.41公顷，处于山地之中，整体海拔较高，境内有飞仙岩、仙霞谷等地形地貌，主峰海拔1108米，是村内的自然景观。207省道穿村而过。磹石村有“西兰鹽焗雞”和“稻田鱼”两道地方特色菜。
磹石村的经济以旅游业为主。除飞仙岩是旧《罗源县志》记载的“罗川八景”之一外，磹石村因中国工农红军曾在此活动而拥有“红色旅游”的资源。罗源有关部门通过发展红色旅游业带动当地经济发展，2019年，磹石村财政收入为10万元人民币，其中约有70%为研学等旅游活动所带来的收入。

## 文物保护单位
磹石村境内的两处文物保护单位分别是罗源县人民游击队磹石驻地旧址（叶飞将军磹石旧居、红军工农食堂）和中国工农红军北上抗日先遣队（磹石）陈列馆，是2021年8月入选的第八批县级文物保护单位，类型为古建筑，历史年代为近现代，即第一次国共内战时期。
两建筑分别位于磹石村5号和磹石村7号。罗源游击队磹石驻地旧址建筑为当地的杨氏祖宅，占地面积约为150平方米，建筑面积300平方米。1934年，中国共产党游击队在此驻扎，后成为中国人民解放军开国上将的红军领导人叶飞也曾在此居住，居住的房间面积为10多平方米，暗藏着隐蔽的木格栅和两处暗道。两建筑内部均展陈了一些中国工农红军北上抗日先遣队的遗留物件；1949年2月，中共地下党再次在此建立联络站。2010年代，罗源县有关部门对游击队驻地旧址进行修缮改造，建设起全福建省最大的红军食堂，可容纳600—700人。